# Deutscher Jagdterrier
Der Deutsche Jagdterrier ist eine von der FCI (Nr. 103, Gr. 3, Sek. 1) anerkannte deutsche Hunderasse.

## Herkunft und Geschichtliches
Der Deutsche Jagdterrier wurde aus dem Foxterrier und anderen urtümlichen Terriern entwickelt. Angestrebt war ein robuster, wasserliebender, spurlauter Hund.

## Beschreibung
Er wird bis zu 40 cm groß und als Rüde 9 bis 10 kg, als Hündin 7,5 bis 8,5 kg schwer. Das Haar des Jagdhundes ist dicht, glatt oder rau in schwarz, dunkelbraun oder schwarzgrau meliert mit rotgelben und scharf abgegrenzten Abzeichen. Die Ohren sind hoch angesetzt und zeigen ein leicht anliegendes Kippohr.
Der robuste, relativ große Jagdterrier hat einen langen, kräftigen Fang mit einem starken Gebiss. Das dichte Fell ist meist schwarz oder dunkelbraun mit lohfarbenen Abzeichen, kann aber auch ganz rot gefärbt sein. Sowohl rau- als auch glatthaarige Spielarten kommen vor. Etwas Weiß an Brust und Zehen ist erlaubt. Es handelt sich um einen reinen Jagdgebrauchshund, der berühmt ist für seine hervorragende Nase.

## Verwendung
Die Bezeichnung Terrier ist von lat. Terra für „Erde“ abgeleitet. Der Deutsche Jagdterrier gehört im Jagdjargon zu den „Erdhunden“. Die Hunde wurden und werden zum sogenannten „Sprengen“ in bewohnte Fuchsbaue hineingelassen, um den Fuchs aus einer anderen Röhre hinauszutreiben, wo er dann vom Jäger erlegt wird. 
Der Jagdterrier leistet Hervorragendes in der Bodenjagd und ist ein sehr guter Stöberhund, besonders auch für Wildschweine.
Als Schweißhund und beim Apportieren leichten Wildes arbeitet er ausgezeichnet und findet auch Verwendung für jede Art der Wasserjagd.
Seine angeborene Schärfe und Härte sowie der ausgeprägte Freiheits- und Bewegungsdrang und eine gute Portion Hartnäckigkeit machen eine konsequente Führung notwendig. Der Deutsche Jagdterrier ist ein robuster und arbeitsfreudiger Hund, der durch Leistungsselektion geschaffen wurde; Schönheitszucht kannte man bei dieser Rasse nicht. Deshalb gehört er in die Hände von Menschen, die ihm ausreichende Bewegung verschaffen und seinen Arbeitseifer befriedigen können.

## Gesundheitsaspekte
Beim Deutschen Jagdterrier besteht eine Neigung zu einer genetisch bedingten Schwäche des Aufhängeapparates der Augenlinse und damit zu einer Linsenverlagerung, eventuell mit sekundärem Grünen Star. Zum Nachweis dieser Augenerkrankung gibt es einen Gentest.